# Tasovice (powiat Blansko)
Tasovice – miejscowość i gmina (obec) w Czechach, w kraju południowomorawskim, w powiecie Blansko. W 2022 roku liczyła 68 mieszkańców.